# 単一電子トランジスタ
単一電子トランジスタ（たんいつでんしトランジスタ SET;Single Electron Transistor）は、トランジスタの一形式。

## 概要
従来のトランジスタの構成パーツであるゲート長が数10nmになると量子的な性質が極端に現れてくるので、現状のMOS FETでは演算素子としての機能を果たすことは困難であると考えられる。そこで量子の世界に特有なトンネル効果などの現象を利用して電子を一つ一つ制御して様々な演算を行う単一電子トランジスタ(SET)が新たに提案されている。SETでは量子ドットが重要であると考えられ、理論的には、今よりはるかに高性能で低消費電力なコンピュータの実現が期待される。

## 構造
三つの電極を備える電界効果トランジスタと類似の構造だが、微細な大きさのクーロン島に存在する電子のトンネル効果を止める「クーロンブロッケード」と呼ばれる効果を利用しているため、作動原理は異なる。

## 課題
室温でクーロンブロッケードを起こさせるためにはクーロン島の大きさをナノメートルサイズにする必要があり、室温で動作する個々の単一電子トランジスタで論理回路を形成するためには微小な配線で接続する必要があり、これが課題となる。さらに、集積度が向上して単一電子トランジスタ間の距離が50nm以下の場合には今度は個々の素子間で起こる電子のトンネル効果の問題が浮上する。